# Tekkeina
Tekkeina es un género de foraminífero bentónico de la subfamilia Nezzazatinae, de la familia Nezzazatidae, de la superfamilia Nezzazatoidea, del suborden Nezzazatina y del orden Lituolida. Su especie tipo es Tekkeina anatoliensis. Su rango cronoestratigráfico abarca el Santoniense (Cretácico superior).

## Discusión
Clasificaciones previas incluían Tekkeina en la subfamilia Ammomarginulininae, de la familia Lituolidae, de la superfamilia Lituoloidea, así como en el suborden Textulariina del orden Textulariida, o en el orden Lituolida sin diferenciar el suborden Nezzazatina.

## Clasificación
Tekkeina incluye a la siguiente especie:
- Tekkeina anatoliensis